# Georges Arnoux
Pour les articles homonymes, voir Arnoux.
Georges Arnoux, (3 août 1891, Paris 9e – 11 novembre 1971, Vevey en Suisse) est un compositeur.

## Origine
Il est le descendant d’une famille originaire de Suisse. Il est élève de Vincent d'Indy à la Schola Cantorum de Paris.

## Militant breton
Il est attiré par la Bretagne et la musique bretonne (où il possède une maison à Brignogan-Plages).
Dans les années 1920, il s’implique dans les mouvements culturels bretons (cercle celtique de Paris, K.A.V., Bleun Brug) et rejoint le mouvement artistique breton Seiz Breur en 1939.

## Archives
Fonds Georges Arnoux à la Bibliothèque de Rennes Métropole (nombreuses partitions manuscrites ou tapuscrites)